# Nadleśnictwo Parciaki
Nadleśnictwo Parciaki – jednostka organizacyjna Lasów Państwowych podległa Regionalnej Dyrekcji Lasów Państwowych w Olsztynie. Siedziba nadleśnictwa znajduje się w Budziskach w województwie mazowieckim.

## Charakterystyka i organizacja
Nadleśnictwo obejmuje teren Równiny Kurpiowskiej na północy województwa mazowieckiego. Rozciąga się na obszarze trzech powiatów: przasnyskiego, makowskiego i ostrołęckiego oraz siedmiu gmin: Jednorożec, Chorzele, Krasnosielc, Baranowo, Sypniewo, Czerwonka, Płoniawy-Bramura. Tereny leśne, którymi zarządza Nadleśnictwo Parciaki, zaliczają się do Zielonych Płuc Polski. Charakteryzują się one dobrym stanem środowiska przyrodniczego oraz rozległymi terenami leśnymi i rolnymi, a także słabym zaludnieniem i niskim stopniem uprzemysłowienia.
Lasy na terenie Nadleśnictwa Parciaki należą do południowo-zachodniej części Puszczy Zielonej. Charakteryzują się fragmentarycznym udziałem świerka, a także brakiem drzewostanów bukowych i jodłowych.
Terytorium nadleśnictwa wynosi ponad 71 tys. ha, lasy stanowią 31%. Lasy Skarbu Państwa, którymi gospodaruje nadleśnictwo, to ponad 12,5 tys. ha, zaś lasy prywatne stanowią 10 tys. ha i nad nimi nadleśnictwo tylko sprawuje nadzór. Tylko na terenie powiatu ostrołęckiego Nadleśnictwo Parciaki zarządza lasami o powierzchni 4694 ha. W skład lasów należących do Nadleśnictwa Parciaki wchodzą 354 kompleksy leśne, które są rozrzucone wśród gruntów okolicznych wsi.
Nadleśnictwo dzieli się na 1 obręb Parciaki oraz 10 leśnictw: Bramura, Budziska, Chorzele, Grądy, Jastrząbka, Klin, Majdan, Olszewka, Rupin, Suche.
Nadleśniczym jest Marian Firer.

## Historia
W 1926 utworzono nadleśnictwo pod nazwą Parciaki. Powiększyło swoją powierzchnię po II wojnie światowej, gdy włączono do niego lasy zlikwidowanego Nadleśnictwa Pruskołęka. W 1975 Nadleśnictwo Parciaki jako obręb leśny wszedł w skład Nadleśnictwa Przasnysz. 27 listopada 1981 na mocy zarządzenia Naczelnego Dyrektora Lasów Państwowych z podziału Nadleśnictwa Przasnysz na dwie odrębne jednostki powstało Nadleśnictwo Parciaki.

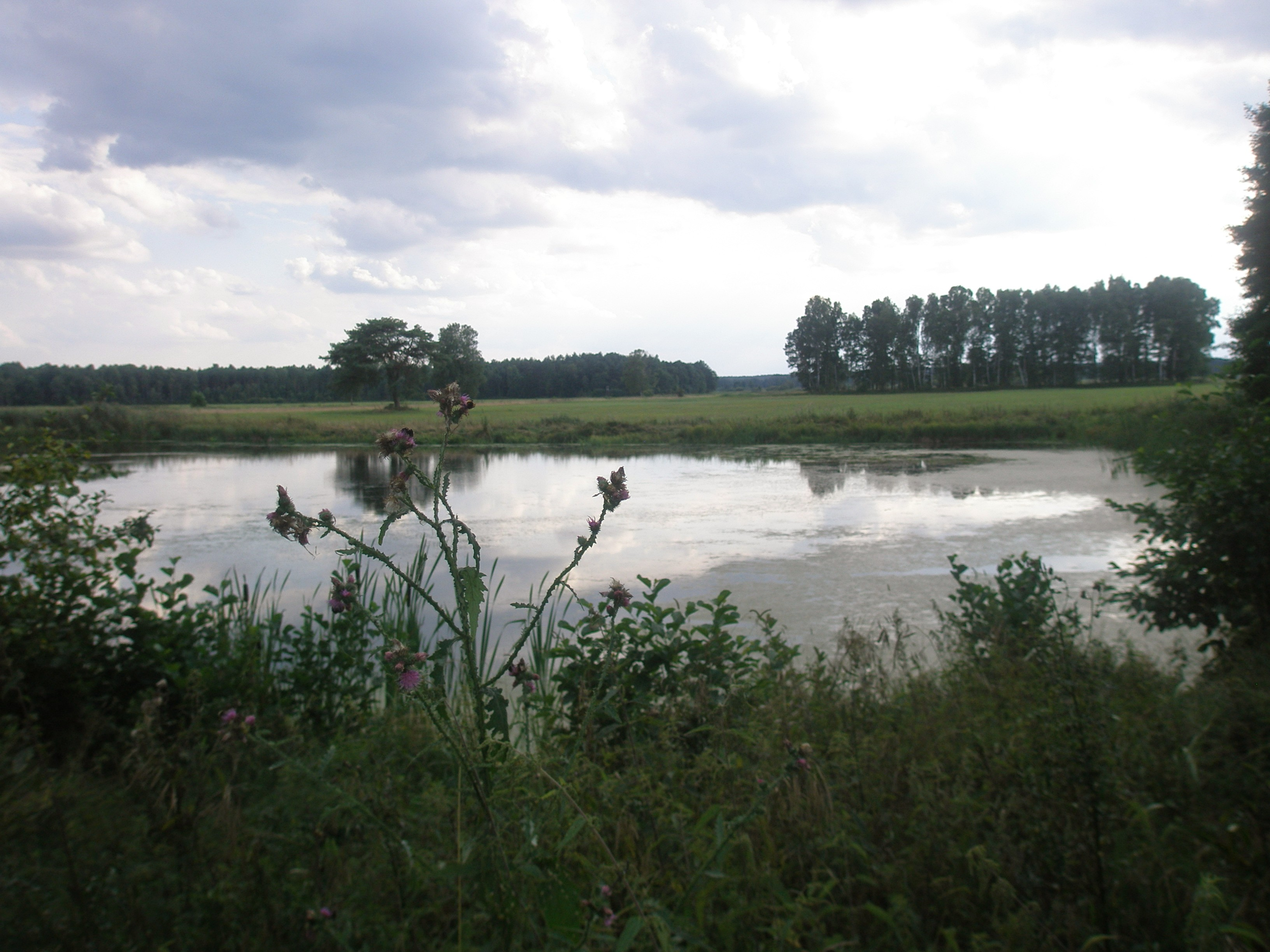
Użytek ekologiczny „Torfianka”

Współcześnie tereny Nadleśnictwa Parciaki to część północna leżąca pomiędzy rzekami Orzyc a Omulew, które obejmują północno-zachodnią część Puszczy Kurpiowskiej, oraz część południowa leżąca na południowo-zachodnim skraju Puszczy Kurpiowskiej, która zajmuje tereny byłego obrębu Sławki. Nadleśnictwo Parciaki początkowo było podzielone na dwa obręby Parciaki i Sławki, od 2012 obejmuje jeden obręb Parciaki.

## Ochrona przyrody
Na terenie Nadleśnictwa Parciaki występują różne formy ochrony przyrody.
Rezerwat Zwierzyniec położony niedaleko wsi Łzy w gminie Krasnosielc powstał w 1964 i obejmuje powierzchnię 40,42 ha. Jest to rezerwat typu leśnego, który został utworzony w celu zachowania fragmentów boru mieszanego świeżego, naturalnego pochodzenia charakterystycznego dla Puszczy Kurpiowskiej. Wiek drzewostanu to 150–220 lat. Nadleśnictwo zadbało o infrastrukturę w postaci miejsca postojowego z wiatą, stołem i tablicą informacyjną z mapą rezerwatu.
W Nadleśnictwie Parciaki w ramach sieci obszarów chronionych Natura 2000 wyznaczono:
- Obszar Specjalny Ochrony Ptaków „Dolina Omulwii i Płodownicy”, który zajmuje powierzchnię 1,014 ha
- Specjalny Obszar Ochrony „Zachodniokurpiowskie Bory Sasankowe”, który obejmuje powierzchnię 2033,789 ha.

Pierwszy został powołany z powodu obecności wielu gatunków ptaków, drugi w celu ochrony stanowiska sasanki otwartej.
W Leśnictwie Olszewka znajduje się użytek ekologiczny „Torfianka” o powierzchni 0,95 ha. Chroni cenne gatunki roślin (np. storczyk szerokolistny) oraz zwierząt (czapla siwa, wydra, brodziec piskliwy, bóbr europejski, zalotka większa). Użytek ten jest półnaturalnym zbiornikiem wodnym, który powstał w wyniku pozyskania torfu.
W Nadleśnictwie Parciaki znajdują się drzewa uznane za pomniki przyrody. Są to: modrzew europejski, dąb szypułkowy, sosna pospolita, lipa drobnolistna oraz grupa jałowców. Znajdują się one na terenach leśnictw: Klin, Olszewka, Suche i Budziska.
Przy siedzibie Nadleśnictwa Parciaki znajduje się szkółka leśna „Budziska” produkująca rocznie prawie 3 mln sadzonek krzewów i drzew.

## Działalność

### Edukacja
Nadleśnictwo Parciaki pełni rolę edukacyjną przez przygotowanie i udostępnienie obiektów edukacyjnych oraz spotkań w ramach zajęć z oferty edukacyjnej. Oferuje obiekty edukacyjne:
- salę edukacyjną w miejscowości Budziska poświęcona zwierzętom i roślinności Puszczy Kurpiowskiej oraz historii leśnictwa na tym terenie[7], która może jednorazowo pomieścić do 80 osób i jest wyposażona w filmy o tematyce leśnej, pomoce dydaktyczne, gabloty z roślinami i owadami, dermoplasty zwierząt, historyczne mapy czy narzędzia wykorzystywane w gospodarce leśnej[3];
- wiatę „Zielona Klasa” w miejscowości Budziska, która może pomieścić ok. 100 osób i służy m.in. do zajęć z dziećmi i młodzieżą, przy wiacie znajdują się: miejsce na ognisko, tablice tematyczne i pomoce dydaktyczne[3];

- ścieżkę edukacyjną „Pod sosnami” powstałą w 2005 w miejscowości Budziska, która liczy 3 km i jest przewidziana na 2 godziny, a została wytyczona przez najbardziej interesujące fragmenty lasów; jest oznakowana 49 tablicami, z których część wskazuje kierunek marszu, a reszta to tablice edukacyjne[7] (tematyka: ochrona przyrody, budowa i funkcjonowanie ekosystemów leśnych, zagrożenia i ochrona lasów, znaczenie lasów, zadania leśników i leśnictwa[1]); przygotowano zadaszoną wiatę do postoju i odpoczynku[7];
- szlak pieszo-rowerowy „Z lasem za pan brat” wytyczony w 2013 w Leśnictwie Grądy, który powstał z inicjatywy wójta gminy Krasnosielc i Nadleśnictwa Parciaki, obejmuje część rowerową liczącą ok. 6,5 km oraz pieszą o długości ok. 3 km w formie pętli; szlak wyposażony jest w tablice informacyjne, urządzenia edukacyjne, wiaty, ławki[1];
- ścieżkę edukacyjną „Dolina Węgierki” powstałą w 2019 w miejscowości Węgrzynowo obok leśniczówki Leśnictwa Bramura jako przedsięwzięcie gminy Płoniawy Bramura i Nadleśnictwa Parciaki, liczącą 1,5 km[1].

### Współpraca
Nadleśnictwo Parciaki współpracuje z parafią św. Floriana w Jednorożcu, udostępniając m.in. sprzęt do wyrównywania terenu podczas porządkowania cmentarza grzebalnego, dostarczając świerki do bożonarodzeniowych dekoracji wewnątrz świątyni i w jej otoczeniu. W Nadleśnictwie Parciaki wyhodowano Dąb Papieski, który przekazano w 2006 do zasadzenia przy kościele w Jednorożcu. Leśnicy byli obecni przy sadzeniu tego drzewka oraz w 2009, gdy przy świątyni zasadzono tzw. Benedyktynki, drzewa poświęcone przez papieża Benedykta XVI.